# Genitrix
Genetrix (Génitrix) este un roman din 1923 de François Mauriac. A apărut prima dată în decembrie 1923 la Éditions Grasset. 
François Mauriac finalizează scrierea romanului Génitrix pe 23 septembrie 1923 în orașul său natal Saint-Symphorien, Gironde. Autorul dedică cartea fratelui său Pierre Mauriac, profesor de medicină la Universitatea din Bordeaux. Scriitorul pune în scenă romanul său chiar în locul copilăriei sale. 
Romanul începe cu moartea Mathildei Cazenave în patul ei, suferind de o infecție cauzată de un avort spontan. Soacra sa, Félicité Cazenave, născută Péloueyre, o ura de când s-a căsătorit cu singurul ei fiu Fernand, care avea 50 de ani.